# Andreas Raelert
Andreas Raelert (Rostock, 11 agosto 1976) è un triatleta tedesco.
Fratello maggiore di Michael, ha ottenuto piazzamenti di altissimo livello all'Ironman Hawaii. In particolare ha conseguito un ottimo secondo posto nell'edizione del 2010, alle spalle dell'australiano Chris McCormack e un altro secondo posto nell'edizione del 2012. Ha inoltre conquistato il gradino più basso del podio nelle edizioni del 2009 e del 2011.
Si è confermato ai massimi livelli anche su distanza 70.3, piazzandosi 2 assoluto ai Campionati del mondo Ironman 70.3 del 2008 di Clearwater.